# قوه حاسه
قوه حاسه، یکی از قوای معرفت شناختی در فلسفه اسلامی است. حاسه، به معنای قوه یا عضوی است که ادراک حسی به وسیلهٔ آن صورت می‌گیرد. در اصطلاح عمل حاسه همان ادارکی است که از طریق حواس ظاهری یا باطنی صورت می‌گیرد.

## اصطلاح شناسی
احساس یکی از انواع ادارک و از افعال نفس است. احساس دو نوع دارد: یکی احساس ظاهری که پنج قسم است و دیگری احساس باطنی. حس ظاهری یا بیرونی، ادارک شی جزئی حاضر نزد ادارک‌کننده یا مدرِک است که در این نوع ادارک، اوصاف و عوارضی مانند کم و کیف و وضع و مکان و غیره وجود دارد. 
گفته می‌شود که در ادراک حسی وجود سه چیز ضروری است: اول حضور شی مادی، دوم همراه بودن آن شی با اعراض تشخص دهنده و سوم جزئی بودن ادارک شی یا مدرَک است.
تصور جزئی عبارت از صورت ساده‌ای از اشیاء است که در اثر ارتباط یکی از حواس پنجگانه با واقعیت‌های خارجی حاصل می‌شود. 
مثلاً وقتی که انسان چشم‌هایش را باز می‌کند و منظره‌ای را تماشا می‌کند، تصویری از آن مناظر در ذهنش ایجاد می‌شود یا این که در حالیکه کسی صحبت می‌کند و صدای او به گوش می‌رسد، شنیدن پدید می‌آید. باقی ماندن این گونه از تصورات به بقای ارتباط با خارج بستگی دارد.

## تاریخچه
قوه حاسه در تاریخ فلسفه ارتباط نزدیکی با مذهب اصالت تجربه و سوفسطائیان دارد. بر اساس مذهب اصالت تحربه حسی، منشأ و خاستگاه معلومات چیزی جز حس و حواس نیست. سوفسطائیان از این نظریه در یونان باستان دفاع کردند و اپیکورس، فیلسوفی بود که از این دیدگاه به صورت فلسفی دفاع کرد.
در قرن پنجم پیش از میلاد سوفسطائیانی همچون پروتاگوراس و گرگیاس، سعی داستند تا اثبات کنند که مدار معلومات بشری تنها بر نمودهای متغیر حسی است و نتیجه می‌گرفتند که رسیدن به قضایایی که برای همه کس دارای اعتبار حقیقی و ثابت باشد اصلاً ممکن نیست؛ بنابراین پروتاگوراس، حقیقت و بطلان را تابع اعتقاد هر کس می‌دانست و اعتقاد داشت که: «اشیاء آن گونه که به نظر من می‌آیند برای من همان گونه هستند و آن گونه که بنظر تو می‌آیند برای تو همان‌طور هستند. اپیکورس تجدید کننده قول سوفسطائیان بود و می‌گفت که هر مفومی منشأ آن احساس است یا بهتر بگوییم هر مفهومی خود عین احساس است. در قرون وسطی توماس اکویینی برخلاف این رشد که حس را امری متمایز در میان انسان‌ها می‌دانست و در مقابل عقل را امری واحد می‌دانست، بر این باور بود که قوهٔ عاقله هم مانند قوه حاسه مخصوص بهر یک از ما می‌باشد.
در دوره جدید جان لاک در کتابش همهٔ معلومات را ناشی از تجربهٔ حسی می‌شمرد. بدنبال وی دیوید هیوم انگلیسی سعی کرد تا رابطه مغاهیم و مدرکات حسی را نشان دهد. همچنین فیلسوف فرانسوی کندیاک در کتابی بنام «طرح نامهٔ احساسات»، به این مطلب تصریح کرد که منشأ مفاهیم کلی جز صرف حس ظاهر نیست.

## ادراک حسی
مباحثی که متفکران مسلمان تحت عنوان قوه حاسه و حس و ادایک حسی مطرح کرده‌اند می‌توان به چند قسمت تقسیم کرد که شامل چیستی حس و احساس، اقسام حواس و ادارک حسی، نحوه کارکرد هر یک از حواس، ویژگی‌های ادارک حسی و نقش حواس در روند شناخت می‌شوند.

### چیستی احساس
در معرفت، احساس یکی از چهار مرتبه ادراک در کنار تعقل، توهم و تخیل است. ادارک حسانی به شی موجود حاضر در اینجا و اکنون تعلق می‌گیرد. در ادارک حسی، حضور ماده نزد اعضای حسی و همراه بودن آن با عوارض تشخص دهنده شرط است. ادراک جسی سه رکن دارد. نخست همان امر محسوس، دوم قوه حاسه یا حس‌کننده و سوم احساس است که همان عمل قوه یا عضو حسی یا تأثر آن از شی محسوس است. محسوسات که از جمله تصورات بدیهی شمرده می‌شوند، مفاهیم و تصوراتی هستند که از راه حواس پنجگانه پیدا می‌شوند. این گونه از تصورات نیازمند فکر و رویه و طی کردن مراحل آن نیستند.
ابن سینا همانند ارسطو معتقد است که در احساس، صورت محسوسات وارد نفس می‌شوند ولی فاقد مادهٔ خارجی هستند و از این نظر حس شبیه خیال است. می‌توان گفت که در نظر این سینا محسوس همان چیزی است که صورت اش به آلت حسی داده می‌شود و در آن نقش می‌بندد و قوه حاسه آن را ادراک می‌کند. در ادارک حواس ظاهری جهار مؤلفه وجود دارد که عبارتند از: محسوس خارجی، انفعال یا تأثر حسانی، واسطهٔ تأثیر محسوس در عضو حسی مانند هوا و نور، لذت و الم که هر جا احساس باشد آن دو نیز هستند. این سینا محسوسات مدرک بالذات را به دو قسم تقسیم کرده‌است که عبارتند از محسوساتی که تنها به یک اختصاص دارند و محسوساتی که مشترک بین چند حس هستند. از دستهٔ اول می‌توان به صوت برای قوه حاسه گوش یا سامعه و رنگ را برای چشم اشاره کرد.
ابن سینا بیان می‌کند که صورت‌های حسی پس از این که به وسیله قوای حسی ادراک می‌شوند به قوه تمرکز بخش احساسات داده می‌شوندو ادراک حسی در واقع عمل حس مشترک است.
در نگاهی دیگر اخوان الصفا در رسائل شان، بیان می‌کردند که همهٔ حواس پنج گانهٔ ظاهری، قوای حسی واحد و یگانه‌ای دارند. در احساس، مزاج حواس در نتیجه رابطهٔ مستقیم با متعلق ادراک تغییر می‌کند و این تغییر با شعور و آگاهی قوای حاسه به آن تغییرات همراه است.
نزد ملاصدرای شیرازی «احساس»، درک کردن امری مادّی است که نزد ادراک‌کننده با همان ویژگی‌ها و خصوصیات محسوسش نظیر زمان و مکان و وضع و کیف و کم و غیر آن حاضر شده باشداما آنچه نزد ادراک‌کننده حاضر می‌شود، صورتی از آن شیء محسوس است نه این که خود آن شی باشد؛ زیرا بدون آنکه در احساس‌کننده اثری از محسوس پیدا شود، حالت بالقوّه احساس‌کننده به حالت بالفعل تبدیل نخواهد شد، و باید اثری که از محسوس برای احساس‌کننده حاصل می‌شود، با احساس‌کننده تناسب داشته باشد و از نظر نوع وجود همسان باشند؛ زیرا اگر اثر محسوس متناسب با احساس‌کننده نباشد، احساس حاصل نخواهد شد؛ بنابراین باید آنچه در حسّ حاصل می‌شود صورتی باشد مجرّد از مادّه، لکن تجرّدی که در اینجا به وسیله حسّ صورت می‌گیرد تجرّد کامل نیست.

### مقایسه حواس پنجگانه
ابن سینا و ملاصدرا معتقدند که گرچه ادراک بینایی در میان حواس ظاهری از همه اشرف و بالاتر است اما ادراک لمسی برای حیوانات زنده مهم تر و لازم تر است.. پس از لامسه، قوه چشایی اهمیت دارد زیرا دفع ضرر و جلب منفعت لازمه زنده ماندن حیوان است. سهروردی در مقابل، مسموعات و شنیدنی‌ها را برتر از دیدنی‌ها می‌داند و این برتری را از جهت لطافت و تکامل از کمال حسی به کمال معنوی می‌داند.
کندی معتقد است که معرفتی که از طریق قوای حاسه بدست می‌آید کمترین ارزش معرفتی را دارد چون آلتی که حس می‌کند در معرض قوه و ضعف از داخل و خارج است. از نظر کندی، حاسه، صورت‌هایی را که در قوه مصوره جمع می‌شود را ثبت می‌کند. کندی میان قوای حاسه و مصوره تفاوت می‌گذارد.
از نظر ملاصدرا قوای حسی در فرایند ادراک شرط لازم هستند اما شرط کافی نیستند و تنها در ادراک دخالت دارند.
از نظر ابن سینا، قوهٔ حاسه یا حسی قوه‌ای است که به وسیله اعضای جسمانی، جزئیات را درک می‌کند و تابع نفس حیوانی است که مبتنی بر جسم است. می‌توان نتیجه گرفت که درک جزبیات موجود در خارج و نیز حفظ و تصرف در آن‌ها و هم چنین درک معانی جزییه، توسط قوای حاسه صورت می‌گیرد. اعضای حسی که شامل حواس ظاهری و باطنی اند وظیفه ادراک‌های حسی را بر عهده دارند. از نظر ابن سینا وظایفی که به حواس باطنی نسبت داده می‌شود جزو وظایف حسی محسوب می‌شود در حالیکه بر اساس علوم جدید مانند مغز و اعصاب، این ادراکات مربوط به مغز و عقل است.

### قوای باطنی
حس علاوه بر این که قوای ظاهری را شامل می‌شود شامل قوای باطنی نیز هست. در فلسفه اسلامی حس شامل قوای باطنی همچون قوه متصرفه، حس مشترک، خیال و حافظه است.
برخی از متکلمان به این نوع تفسیر خرده گرفته‌اند. متکلمان قوای باطنی را معین و یاریگر ادارک می‌دانند و آن‌ها را از قبیل ادارک حسی نمی‌دانند.

### اختلاف در تعداد حواس ظاهری
در این که تعداد قوای ظاهری حسی چه تعدادی است میان حکیمان و فیلسوفان اختلاف وجود دارد چنان‌که برخی آن را پنج تا و برخی هشت تا دانسته‌اند. اختلاف از این جهت است که برخی لامسه را چهار نوع شمرده‌اند.

### اختلاف در کارکرد قوا
برخی مانند معتزله معتقدند که کار هر یک از قوای حسی کار خاصی است که فقط اختصاص بدان دارد در حالیکه برخی از اهل سنت قائل به جواز شده‌اند و گفته‌اند که ممکن است یک حس مانند چشایی دو نوع ادراک داشه باشد که بر اساس قدرت خداوند ظهور چنین چیزی محال نیست جنان که ممکن است قوهٔ دیداری، اصوات را هم درک کند.
برخی مانند ابن سینا قوای چشایی را قوه ای واحد دانسته‌اند در حالیکه دیگران آن را چند قوه دانسته‌اند. اختلاف دیگری که وجود دارد دربارهٔ این مسئله است که ادارک‌کننده واقعی صورت‌های حسی نفس انسان است یا آلات حسی؟ به بیان دیگر صورت‌های جزئی را نفس ادراک می‌کند یا قوای حسی. گروهی معنقدند که ادارک‌کننده حقیقی همان نفس ناطقه است گرچه که نفس این ادراک را از طریق ابزار حسی انجام می‌دهد. گروهی دیگر اعتقاد دارند نغس صورت‌های کلی را ادراک می‌کند و صورت‌های جزئی را قوای حسی ادراک می‌کنند. اختلاف دیگری که در ادراک حسی وجود دارد در زمینه ادراک بینایی است که سه نظریه در آن وجوددارد. برخی مانند ابن سینا ادراک بینایی را عبارت از شکل‌گیری صورت جسم در جلیدیه چشم از طریق جسمی شفاف می‌دانند که نور در آن دخالت دارد. این گرده به اصحاب شبه نام بردارند. در مقابل شیخ اشراق معتقد بود که دیدن از طریق مقابله شی نورانی با چشم صورت می‌گیرد. خواجه نصیر بتبع افلاطون ادراک دیداری را از قبیل خروج شعاعی از چشم می‌داند که بر شی مریی می‌افتد.

## نظریه داده حسی
بر اساس اصل فاکتور عام و اصل پدیداری و نیز چند مقدمه دیگر، در تجربه‌های دیداری که از جمله ادراکات حسی اند ما اشیای غیر فیزیکی را حس می‌کنیم که امروز بدان داده حسی می‌گویند.

## نظریه‌های قیدی
نظریه‌های قیدی اصل فاکتور عام را حغظ می‌کنند اما اصل پدیداری و اصل بازنمودی را انکار می‌کنند. قید گرایان، استمداد و توسل به متعلقات اعمال حسی را برای تبیین آنچه نزد فاعل شناسا هست کنار می‌گذارند و در عوض بر شیوه‌های حاسه تأکید می‌کنند.

## نظریه‌های اکتساب باور
این نظریه بیان می‌کنند که تجربه دیداری و بصری چیزی جز اکتساب یا بدست آوردن باور نیست. به بیان دیگر همان دلیلی که ما دارای فرایندهای ادراکی هستیم قرار است ما را قادر سازد تا معرفت و شناختی دربارهٔ محیطی که در آن بسر می‌بریم برای ما فراهم آورد. این نظریه توسط آرمسترانگ حمایت می‌شود.

## نظریه‌های التفاتی
در این نوع نظریه‌ها دربارهٔ ادراک حسی، اصل بازنمودی مورد پذیرش قرار می‌گیرد و تجربهٔ دیداری به عنوان نوعی از برداشت گزاره ای تبیین می‌شود که در آن فاعل شناسا، برداشت‌های حسی اش را بسوی یک محتوای التفاتی در نظر می‌گیرد. در بازنمود گرایی که یکی از انواع نظریه‌های التفاتی است، تجربه دیداری به وسیلهٔ محتوای اش معین می‌شود.